# Selenechinus
Selenechinus is een geslacht van zee-egels uit de familie Echinometridae.

## Soorten
- Selenechinus armatus (De Meijere, 1902)